# Tom Thumb
Tom Thumb (амер. англ. Tom Thumb, что в переводе звучит как «Мальчик-с-пальчик») — паровоз с осевой формулой 1-1-0; первый локомотив, созданный американцами — изобретателем Питером Купером.

## История
На первых железных дорогах вагоны (коляски с колесами для езды по рельсам) тянули лошади. После изобретения парового двигателя первые паровозы были построены в Англии. Они экспортировались в США, пока в 1830 году американцы не создали собственный локомотив.
Первый паровоз, названный Tom Thumb, разработал и построил Питер Купер. Этот локомотив имел вертикально расположенные котёл и цилиндры. Паровой двигатель в качестве топлива использовал уголь антрацит. Его строительство осуществлялось в механическом цехе завода Джорджа Джонсона (англ.  George W. Johnson). Тестирование проводилось на железнодорожном пути компании Baltimore and Ohio Railroad на участке между городами Балтимор и Ellicott Mills (ныне Ellicott City), штат Мэриленд, где в соревновании с конной тягой паровоз показал, несмотря на возникшую неисправность, хорошую производительность.
До настоящего времени паровоз не сохранился, его модель находится в музее Baltimore and Ohio Railroad Museum.